# Eurícrates
Eurícrates (em grego Εὐρυκράτης) foi rei da cidade-Estado grega de Esparta de 665 a.C. até 640 a.C. ano da sua morte, pertenceu à Dinastia Ágida.
Ele sucedeu seu pai Polidoro de Esparta e foi sucedido por seu filho Anaxandro.